# Yevgueni Solodujin
Yevgueni Solodujin es un deportista soviético que compitió en judo. Ganó tres medallas de bronce en el Campeonato Europeo de Judo entre los años 1970 y 1973.

## Palmarés internacional
| Campeonato Europeo | Campeonato Europeo      | Campeonato Europeo | Campeonato Europeo |
| Año                | Lugar                   | Medalla            | Categoría          |
| ------------------ | ----------------------- | ------------------ | ------------------ |
| 1970               | Berlín Oriental (RDA)   | Medalla de bronce  | –93 kg             |
| 1972               | Voorburg (Países Bajos) | Medalla de bronce  | –93 kg             |
| 1973               | Madrid (España)         | Medalla de bronce  | –93 kg             |